# Thomas Pelham-Holles, 1. hertug af Newcastle
Thomas Pelham-Holles, 1. hertug af Newcastle (født 21. juli 1693, død 17. november 1768) var en britisk adelsmand og statsmand fra Whig-partiet, der var Storbritanniens premierminister fra 1754 til 1756 og igen fra 1757 til 1762.